# 大井競馬中継
『大井競馬中継』（おおいけいばちゅうけい）は、千葉テレビ・TVKテレビの共同制作で地方競馬・大井競馬場におけるテレビの競馬中継番組である。テレビ埼玉にネットされた。

## 概要
- 1960年代から1985年頃まではNETテレビ→テレビ朝日で中継を行っていたが、1985年頃から1995年11月の東京MXテレビ開局まで、TVKテレビ・千葉テレビ・テレビ埼玉で中継を行っていた。
- 1986年まで千葉テレビ制作であったが、1987年からは『大井競馬トゥインクルレース』のタイトルで千葉テレビ・TVKテレビ共同制作となった[1]。
- 開催期間中は毎日深夜にテレビ東京で『大井競馬ダイジェスト』を放送していた。

## 出演者
司会
- 八塚浩
- 田辺よしのぶ
- 松岡俊道

アシスタント
- 篠原さなえ[2] [3]
- 尾崎由美

解説
- 高橋光男（日刊競馬）
- 青木博美（ダービーニュース）
- 清水正徳（日刊スポーツ）

実況
- 蘇武直人
- 増田勝美（耳目社）
- 辻村健次（耳目社）

## 制作
- 制作協力 - RYUHON
- 技術協力 - 日放